# Блутцгер
Блутцгер (нем. Blutzger, Bluzger) — мелкая швейцарская монета, выпускавшаяся с середины XVI века Курским епископством, городом Кур и сеньорией Хальденштайн, а затем и другими обладателями монетной регалии. Обращались не только в Швейцарии, но и на юге Германии, где 35 блутцгеров были равны 20 или 24 крейцерам. Гульден кантона Граубюнден был равен 70 блутцгерам.
На аверсе монет изображался крест, на реверсе — дева Мария, в XVIII веке на реверсе — гербовый щит, позже — и иные варианты изображений.
В XVIII—XIX веках биллонные блутцгеры чеканили: бароны Рейхенау-Таминс — до 1725 года, Хальденштайн — до 1734 года, кантон Аппенцелль — до 1739 года, епископство Кур — до 1766 года, город Кур — до 1766 года, кантон Граубюнден (с указанием номинала — 1⁄6 батцена) — до 1842 года .